# Cyperus anderssonii
Cyperus anderssonii är en halvgräsart som beskrevs av Johann Otto Boeckeler. Cyperus anderssonii ingår i släktet papyrusar, och familjen halvgräs.
Artens utbredningsområde är Galápagosöarna. Inga underarter finns listade i Catalogue of Life.